# Gonocerini
I Gonocerini sono una tribù di insetti eterotteri della famiglia Coreidae (sottofamiglia Coreinae).

## Tassonomia
La tribù comprende i seguenti generi:
- Brotheolus Bergroth, 1908
- Brunsellius Distant, 1902
- Cletoliturus Brailovsky, 2011
- Cletomorpha Mayr, 1866
- Cletoscellus Brailovsky, 2011
- Cletus Stål, 1860
- Gonocerus Berthold, 1827
- Junodis Van Reenen, 1976
- Plinachtus Stål, 1860
- Pseudotheraptus Brown, 1955
- Trallianus Distant, 1902